# Onosma sulaimaniacum
Onosma sulaimaniacum är en strävbladig växtart som beskrevs av H. Riedl. Onosma sulaimaniacum ingår i släktet Onosma och familjen strävbladiga växter. Inga underarter finns listade i Catalogue of Life.